# Нассау (округ, Нью-Йорк)
Шаблон:StateAbbr_ 40°44′50″ пн. ш. 73°38′17″ зх. д. / 40.747222222222° пн. ш. 73.638055555556° зх. д.
Округ  Нассау (англ. Nassau County) — округ (графство) у штаті Нью-Йорк, США. Ідентифікатор округу 36059.

## Історія
Округ утворений 1899 року.

## Демографія
За даними перепису 
2000 року 
загальне населення округу становило 1334544 осіб, зокрема міського населення було 1332322, а сільського — 2222.
Серед мешканців округу чоловіків було 642317, а жінок — 692227. В окрузі було 447387 домогосподарств, 347026 родин, які мешкали в 458151 будинках.
Середній розмір родини становив 3,34.
Віковий розподіл населення поданий у таблиці:
| Стать    | До 15 років | 15-21 | 22-29 | 30-39  | 40-49  | 50-65  | 65-85  | Понад 85 |
| -------- | ----------- | ----- | ----- | ------ | ------ | ------ | ------ | -------- |
| Чоловіки | 141479      | 56957 | 56468 | 97685  | 103681 | 103429 | 76106  | 6512     |
| Жінки    | 134782      | 52805 | 55378 | 104924 | 110619 | 115496 | 102526 | 15697    |

## Суміжні округи
- Ферфілд, Коннектикут — північ
- Саффолк — схід
- Квінз — захід
- Вестчестер — північний захід
- Бронкс — північний захід

## Виноски
1. ↑  U.S. Decennial Census. United States Census Bureau. Архів оригіналу за 4 квітня 2018. Процитовано 6 січня 2015.
2. ↑  Historical Census Browser. University of Virginia Library. Архів оригіналу за 11 серпня 2012. Процитовано 6 січня 2015.
3. ↑  Population of Counties by Decennial Census: 1900 to 1990. United States Census Bureau. Архів оригіналу за 19 лютого 2015. Процитовано 6 січня 2015.
4. ↑  Census 2000 PHC-T-4. Ranking Tables for Counties: 1990 and 2000 (PDF). United States Census Bureau. Архів оригіналу (PDF) за 18 грудня 2014. Процитовано 6 січня 2015.
5. ↑  State & County QuickFacts Nassau County, New York. United States Census Bureau. Архів оригіналу за 3 лютого 2020. Процитовано 21 квітня 2019.(англ.) Наведено за англійською вікіпедією.
6. ↑  American FactFinder. Бюро перепису населення США. Архів оригіналу за 26 лютого 2012. Процитовано 31 січня 2008.

| США | Це незавершена стаття з географії США. Ви можете допомогти проєкту, виправивши або дописавши її. |